# 2018 VM35
2018 VM35 est un objet transneptunien faisant partie des objets détachés, ayant un aphélie à environ 482 UA et un périhélie à environ 45 UA.